# روز مرگت مبارک ۲
روز مرگت مبارک ۲ (انگلیسی: Happy Death Day 2U) یک فیلم در سبک اسلشر به کارگردانی کریستوفر لندون محصول ۲۰۱۹ است. این فیلم دنباله‌ای بر فیلم روز مرگت مبارک محصول سال ۲۰۱۷ به‌شمار می‌رود. از بازیگران آن می‌توان به جسیکا راث، ایزرائیل بروسارد و سورج شارما اشاره کرد.
روز مرگت مبارک ۲ در گیشه فروش با این که به سود آوری قابل توجهی دست یافت، اما نسبت به قسمت اول آن ضعیفتر ظاهر شد و در نتیجه ساخته شدن قسمت سوم آن در هاله از ابهام باقی ماند ولیکن که کارگردان این فیلم مایل به ساخت قسمت سوم این فیلم است اما هنوز پاسخ قطعی از سوی شرکت بلوم هاوس ارائه نشده است.  